# 乌尔斯贝格
乌尔斯贝格是德国巴伐利亚州的一个市镇。总面积25.41平方公里，总人口3271人，其中男性1587人，女性1684人（2011年12月31日），人口密度129人/平方公里。